# Daphne Zuniga
Daphne Eurydice Zuniga (Berkeley, 28 ottobre 1962) è un'attrice statunitense.

## Biografia
Figlia di un professore di filosofia originario del Guatemala, Joaquin Zuniga, e di una unitariana di origini polacche e finlandesi, si diploma alla "Woodstock Union High School" nel 1980. L'attrice ha diviso un appartamento a Los Angeles con Meg Ryan, quando entrambe cercavano di affermarsi come attrici.
Inizia la sua carriera partecipando ad un paio di episodi di Casa Keaton, nel 1985 recita in Crazy for You, seguito da Sacco a pelo a tre piazze e Balle spaziali (1987) nel quale interpreta il divertente ruolo della Principessa Vespa.
Nel 1989 recita nel film La mosca 2, la sua parte è quella di Beth Logan, una ragazza che durante il turno di notte si innamora del protagonista.
Nel 1989 è al fianco di Matthew Modine nel film Corso di anatomia. Nel 1992 interpreta il ruolo che l'ha resa celebre, quello di Jo Reynolds nella serie tv Melrose Place, di Darren Star (conosciuto ai tempi degli studi). Interpreta Jo Reynolds fino al 1996; dopo aver lasciato Melrose Place, partecipa a molti film per la televisione e ottiene piccole apparizioni in serie tv.
Nel 2003 ha partecipato all'episodio La vergogna (5x08) di Law & Order: Unità Vittime Speciali, nelle vesti di avvocato.
Nel 2004 interpreta Shelly Pierce nella serie American Dreams, l'anno seguente è Lynn Kerr nella serie di breve durata Beautiful People.
Dal 2008 al 2012 interpreta Victoria, la mamma di Brooke Davis nella serie televisiva One Tree Hill. Nel 2010 ritorna nei panni di Jo Reynolds in Melrose Place.
Ha anche recitato nel film Danza mortale.
Nel 2010 è protagonista della commedia Vite parallele con Faye Dunaway.

## Filmografia parziale

### Cinema
- The Dorm That Dripped Blood, regia di Stephen Carpenter e Jeffrey Obrow (1982)
- Quarterback Princess, regia di Noel Black (1983)
- Wargames: Giochi di guerra (1983), regia di John Badham
- The Initiation, regia di Larry Stewart (1984)
- Crazy for You (Vision Quest), regia di Harold Becker (1985)
- Sacco a pelo a tre piazze (The Sure Thing), regia di Rob Reiner (1985)
- Stone Pillow, regia di George Schaefer (1985)
- Modern Girls, regia di Jerry Kramer (1986)
- Balle spaziali (Spaceballs), regia di Mel Brooks (1987)
- Last Rites, regia di Donald P. Bellisario (1988)
- La mosca 2 (The Fly II), regia di Chris Walas (1989)
- Corso di anatomia (Gross Anatomy), regia di Thom Eberhardt (1989)
- La mia parola contro la sua (Witness Unprotected), regia di  Fred Olen Ray (2018)
- Balle spaziali 2 (Spaceballs 2), regia di Mel Brooks (2027)

### Televisione
- Melrose place - Serie TV (1992-1996)
- One Tree Hill – serie TV, 40 episodi (2008-2012)
- Ritorno a casa (Changing Hearts), regia di Brian Brough – film TV (2012)
- Vite parallele (A Family Thanksgiving), regia di Neill Fearnley – film TV (2010)
- Senza riscatto (The Wrong Babysitter), regia di George Mendeluk - film TV (2017)
- NCIS - Unità anticrimine (NCIS) - serie TV, episodio 17x15 (2020)
- Fantasy Island – serie TV, episodio 1x06 (2021)

## Doppiatrici italiane
Nelle versioni in italiano delle opere in cui ha recitato, Daphne Zuniga è stata doppiata da:
- Alessandra Korompay in Vite parallele, Nip/Tuck, Fantasy Island
- Anna Cesareni in Melrose Place (1992), Melrose Place (2009)
- Barbara Berengo Gardin in Beautiful People
- Cinzia De Carolis in One Tree Hill
- Emanuela Rossi in Balle spaziali
- Isabella Pasanisi in Casa Keaton
- Alessandra Cassioli in American Dreams
- Antonella Giannini in Law & Order - Unità vittime speciali
- Laura Boccanera in Dynasty (2017)
- Tatiana Dessi in Senza riscatto
- Daniela Abbruzzese in NCIS - Unità anticrimine
- Emilia Costa in Liberate mio marito